# Чарниш (Черниш) Людмила Іванівна
Людмила Іванівна Чарниш (Черниш) (?, Сорочинці Миргородського повіту Полтавської губернії, нині село Великі Сорочинці Миргородського району Полтавської обл. — 1923 р. м. Полтава) — українська художниця й підприємиця.

## Походження
В рукописі статиста Хорольського повіту Полтавської губернії Тимофія Бридуна «М. Хорол та його повіт» містяться перші відомості про художницю Людмилу Чарниш та її творче життя. Належала до козацько-старшинського роду Чарнишів (Чернишів), відомого ще з XVII ст. Про цей рід згадували у своїх працях такі історики, як В. Л. Модзалевський, О. П. Оглоблин, М. С. Грушевський, М. І. Костомаров, Н. Д. Полонська-Василенко.
Коли у 1785 р. було видано грамоту про «вольність дворянства», Василь Іванович Чарниш, дід Людмили, аби довести своє право на дворянство, доклав значних зусиль по вивченню історичних документів, хронік, літописів, які б підтверджували заслуги Чернишів перед Батьківщиною. Він був членом Полтавського патріотичного гуртка, а також добрим знайомим молодого М. В. Гоголя.

## Життєпис
Людмила Чарниш народилася в містечку Сорочинці Миргородського повіту Полтавської губернії у другій половині ХІХ ст. За книгою «Список дворян, внесенных в дворянскую родословную книгу» за 1898 р., її батьком був Іван Васильович Чарниш, матір звали Марією Григорівною. Мала брата Володимира і сестру Ольгу. Людмила виховувалася у сім'ї освічених, культурних людей, з давніми національними традиціями.
Наприкінці ХІХ ст. батько придбав для Людмили хутір Орликівщина у Хорольському повіті з понад тисячею десятин чорнозему. Людмила добре вела своє господарство і мала значні прибутки. В її володінні був і цегельний завод. Із власної цегли підприємиця побудувала двоповерховий будинок на березі мальовничого ставка, біля будинку розташувала парк і садок. Будинок Людмили Чарниш зберігся донині. Ще в кінці 1990-х у ньому знаходилася початкова школа і бібліотека.

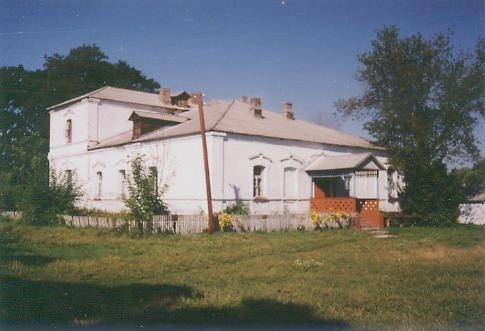
Будинок художниці, фото, 1996

За часів СРСР вигляд будинку змінився. Було перебудовано другий поверх, зник балкон, змінилося розташування вхідних дверей. Парк і садок вирубали. Позаростали береги мальовничого ставка. Розсіявся шарм садиби, який приваблював не тільки ландшафтним дизайном естетки, але і атмосферою архітектурної культури ХІХ століття.

## Творчість
Людмила Чарниш була обдарованою. Змістом її життя було малювання, якому вона віддавала весь вільний час. Невідомо, чи мала вона художню освіту, але художниця, за життя на х.Орликівщина, створила цілу галерею чудових полотен, про існування яких ніхто і не здогадувався. Коли вибухнула революція 1917 року, вона, забравши частину найулюбленіших картин, поспішно виїхала до Полтави.
Як повідомляє Тимофій Бридун у своєму рукописі, частина картин з домашньої галереї Чарниш дісталась Хорольському та Лубенському музеям, де вони займали перше місце за сюжетами та виконанням. На 1926 рік у Хорольському музеї були такі карти Людмили Чарниш: «Хвора жінка», «Дівчина біля дзеркала», «Овочі» та інші.
У 1937 році Хорольський музей розформували. Експонати передали до Лубенського та Миргородського музеїв. На сьогодні жодної картини Чарниш в цих музеях не виявлено. Картини, які Людмила Чарниш вивезла до Полтави, знайшли своє місце у Полтавському художньому музеї. У 1940 році тут налічувалося 17 картин Людмили Чарниш. Серед них портрети, натюрморти, ескізи, етюди: «Портрет чоловіка в пальті», «Портрет дівчини», «Натюрморт», «Графин із бузком», «Голова старого селянина», «Річка», «Портрет селянки», «Голова молодої жінки», «Голова селянської дівчини», «Голова старця», «Виноград», «Натурщики» (3 картини), «Дівчина», «Портрет військового». Усі ці картини були втрачені під час Другої світової війни, про що свідчать документи музею.
На сьогодні у Полтавському художньому музеї зберігається лише одна картина Чарниш, «Осінній натюрморт», яка надійшла до збірки музею в 1919 році.

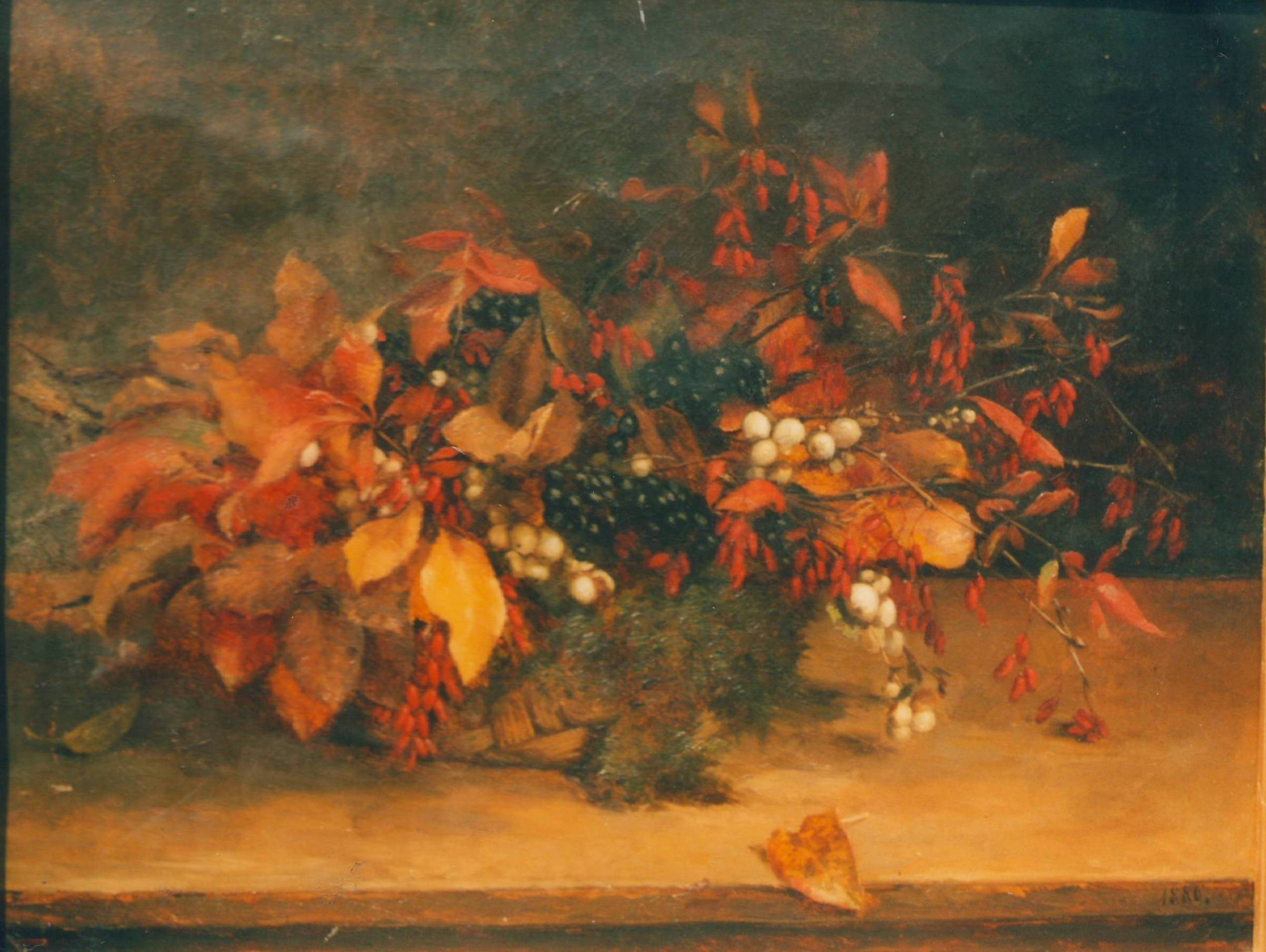
Чарниш Л. І. Осінній натюрморт. Полотно, олія, 1886. Полтавський художній музей

Людмила Чарниш померла у 1923 р. у м. Полтава.